# 西门许氏宗祠
西门许氏宗祠，位于中国广东省揭阳市榕城西马路东段，为揭阳市的一个市、县级文物保护单位，类型为古建筑，公布时间为2005年。
西门许氏宗祠的历史年代为清初。